# Marsat
Marsat – miejscowość i gmina we Francji, w regionie Owernia-Rodan-Alpy, w departamencie Puy-de-Dôme.
Według danych na rok 1990 gminę zamieszkiwały 1062 osoby, a gęstość zaludnienia wynosiła 260 osób/km² (wśród 1310 gmin Owernii Marsat plasuje się na 209. miejscu pod względem liczby ludności, natomiast pod względem powierzchni na miejscu 1010.).